# Формат відеофайлу
Формат відеофайлу — це тип файлового формату для зберігання цифрових відеоданих у комп'ютерній системі. Відео майже завжди зберігається із використанням стиснення з втратами для зменшення розміру файлу.
Відеофайл зазвичай складається з контейнера (наприклад, у форматі Matroska), що містить відеодані у форматі відеокодування (наприклад, VP9) поряд із аудіоданими у форматі аудіокодування (наприклад, Opus). Контейнер може також містити інформацію про синхронізацію, субтитри та такі метадані, як заголовок. Стандартизований (або в деяких випадках де-факто стандартний) тип відеофайлу, такий як .webm, — це профіль, визначений обмеженням щодо формату контейнера та яких форматів стиснення відео та аудіо.
Кодоване відео та аудіо всередині контейнера відеофайлів (тобто не колонтитули та метадані) називається сутністю . Програма (або апаратне забезпечення), яка може декодувати стиснене відео або аудіо, називається кодеком. Відтворення або кодування відеофайлу іноді вимагає від користувача встановлення бібліотеки кодеків, що відповідає типу кодування відео та аудіо, що використовується у файлі.
Хороший дизайн зазвичай диктує, що розширення файлу дозволяє користувачеві визначити, яка програма відкриє файл із розширення файлу. Це стосується деяких форматів відеофайлів, таких як WebM (.webm), Windows Media Video (.wmv), Flash Video (.flv) та Ogg Video (.ogv), кожен з яких може містити лише кілька добре визначених підтипів форматів кодування відео та аудіо, завдяки чому порівняно легко дізнатись, який кодек буде відтворювати файл. На відміну від цього, деякі типи контейнерів загального призначення, такі як AVI (.avi) та QuickTime (.mov), можуть містити відео та аудіо майже в будь-якому форматі та мати розширення файлів, названі за типом контейнера, що дуже ускладнює роботу кінцевий користувач використовувати розширення файлу для отримання кодека чи програми для відтворення файлів.
Бібліотеки проекту вільного програмного забезпечення FFmpeg мають дуже широку підтримку кодування та декодування форматів відеофайлів. Наприклад, Google використовує ffmpeg для підтримки широкого спектру форматів завантаження відео для YouTube. Одним із широко використовуваних медіаплеєрів, що використовує бібліотеки ffmpeg, є безкоштовний медіаплеєр VLC, який може відтворювати більшість відеофайлів, з якими стикаються кінцеві користувачі.

## Список форматів відеофайлів
| Ім'я                                                                                | Розширення файлу              | Формат контейнера                             | Формати кодування відео                                                    | Формати кодування аудіо                                                                              | Примітки |
| ----------------------------------------------------------------------------------- | ----------------------------- | --------------------------------------------- | -------------------------------------------------------------------------- | --- | --- |
| WebM                                                                                | .webm                         | Matroska                                      | VP8, VP9, AV1                                                              | Vorbis, Opus                                                                                         | Безкоштовний формат, створений для відео HTML5 . |
| Matroska                                                                            | .mkv                          | Matroska                                      | будь-який                                                                  | будь-який                                                                                            | |
| Flash Video (FLV)                                                                   | .flv                          | FLV                                           | VP6, Sorenson Spark, Екранне відео, Екранне відео 2, H.264                 | MP3, ADPCM, Nellymoser, Speex, AAC                                                                   | Використання форматів стиснення H.264 та AAC у форматі файлу FLV має деякі обмеження, і автори Flash Player настійно рекомендують усім прийняти новий стандартний формат файлу F4V фактично стандартний для вебпотокового відео (через RTMP). |
| F4V                                                                                 | .flv                          | MPEG-4, частина 12                            | H.264                                                                      | MP3, AAC                                                                                             | Заміна на FLV. |
| Vob                                                                                 | .vob                          | VOB                                           | H.262 / MPEG-2, частина 2 або MPEG-1, частина 2                            | PCM, DTS, MPEG-1, Audio Layer II (MP2) або Dolby Digital (AC-3)                                      | Файли у форматі VOB мають розширення імені файлу .vob і зазвичай зберігаються в папці VIDEO_TS у корені DVD . Формат VOB базується на форматі потоку програм MPEG . |
| Ogg Video                                                                           | .ogv, .ogg                    | OGG                                           | Теора, Дірак                                                               | Vorbis, FLAC                                                                                         | |
| Dirac                                                                               | .drc                          | ?                                             | Дірак                                                                      | ? | |
| GIF                                                                                 | .gif                          | Не застосовується                             | Не застосовується                                                          | жоден                                                                                                | Проста анімація, неефективне стиснення, відсутність звуку, широко підтримується |
| Відео для GIF                                                                       | .gifv                         | HTML                                          | будь-який                                                                  | жоден                                                                                                | Не стандартизований і не справжній відеофайл у класичному значенні, оскільки він просто посилається на реальний відеофайл (наприклад, файл .webm), який повинен існувати окремо в інших місцях. «Файл» у форматі .gifv — це просто вебсторінка HTML, яка включає тег відео HTML5, де відео не має звуку. Оскільки в Інтернеті існували великі спільноти, які творили мистецтво за допомогою коротких беззвучних відео у форматі GIF, GIFV було створено як функціонально подібну заміну із значно меншими розмірами файлів, ніж неефективний формат GIF. |
| Multiple-image Network Graphics                                                     | .mng                          | Не застосовується                             | Не застосовується                                                          | жоден                                                                                                | Неефективний, не використовується широко. |
| AVI                                                                                 | .avi                          | AVI                                           | будь-який                                                                  | будь-який                                                                                            | Використовує RIFF |
| MPEG Transport Stream                                                               | .MTS, .M2TS, .TS              | AVCHD                                         | AVCHD (MPEG-4 / H.264)                                                     | Dolby AC-3 або нестиснутий лінійний PCM                                                              | Стандартний формат відео, який використовується багатьма відеокамерами Sony і Panasonic HD. Він також використовується для зберігання відео високої чіткості на дисках Blu-ray. |
| QuickTime File Format                                                               | .mov, .qt                     | QuickTime                                     | багато                                                                     | AAC, MP3, інші                                                                                       | |
| Windows Media Video                                                                 | .wmv                          | WMV                                           | Windows Media Video, Windows Media Video Screen, Windows Media Video Image | Windows Media Audio, Sipro ACELP.net                                                                 | |
| Формат необробленого відео                                                          | .yuv                          |                                               | Не застосовується                                                          | Не застосовується                                                                                    | Підтримує всі дозволи, структури вибірки та частоту кадрів |
| RealMedia (RM)                                                                      | .rm                           | RealMedia                                     | RealVideo                                                                  | RealAudio                                                                                            | Створено для RealPlayer |
| RealMedia Variable Bitrate (RMVB)                                                   | .rmvb                         | Змінний бітрейт RealMedia                     | RealVideo                                                                  | RealAudio                                                                                            | Створено для RealPlayer |
| VivoActive (VIV)                                                                    | .viv                          | VIV                                           | на основі відео H.263                                                      | Аудіо G.723 ADPCM (не мовний кодек G.723.1)                                                          | Створено для програвача VivoActive |
| Advanced Systems Format (ASF)                                                       | .asf                          | ASF                                           | будь-який                                                                  | будь-який                                                                                            | |
| AMV video format                                                                    | .amv                          | Модифікована версія AVI                       | Варіант Motion JPEG                                                        | Варіант IMA, ADPCM                                                                                   | Запатентований формат відеофайлів, створений для плеєрів MP4 та MP3-програвачів S1 з відтворенням відео |
| MPEG-4, частина 14 (MP4)                                                            | .mp4, .m4p (із DRM), .m4v     | MPEG-4, частина 12                            | H.264, MPEG-4, частина 2, MPEG-2, MPEG-1                                   | Розширене аудіокодування, MP3, інші                                                                  | |
| MPEG-1                                                                              | .mpg, .mp2, .mpeg, .mpe, .mpv | MPEG-1, частина 1                             | MPEG-1, частина 2                                                          | MPEG-1 Audio Layer I, MPEG-1 Audio Layer I, MPEG-1 Audio Layer III (MP3)                             | Стара, але дуже широко використовувана завдяки встановленій основі. |
| MPEG-2 - Відео                                                                      | .mpg, .mpeg, .m2v             | ?                                             | H.262                                                                      | AAC, MP3, MPEG-2 Частина 3, інші                                                                     | |
| M4V - (формат файлу для відео для iPod та PlayStation Portables, розроблений Apple) | .m4v                          | MPEG-4, частина 12                            | H.264                                                                      | AAC, Dolby Digital                                                                                   | Розроблено Apple, використовується в iTunes. Дуже схожий на формат MP4, але може мати DRM. |
| SVI                                                                                 | .svi                          | MPEG-4 з використанням спеціального заголовка | ?                                                                          | ? | Формат відео Samsung для портативних плеєрів |
| 3GPP                                                                                | .3gp                          | MPEG-4, частина 12                            | MPEG-4, частина 2, H.263, H.264                                            | AMR-NB, AMR-WB, AMR-WB +, AAC-LC, HE-AAC v1 або розширений aacPlus (HE-AAC v2)                       | Поширений формат відео для мобільних телефонів |
| 3GPP2                                                                               | .3g2                          | MPEG-4, частина 12                            | MPEG-4, частина 2, H.263, H.264                                            | AMR-NB, AMR-WB, AMR-WB +, AAC-LC, HE-AAC v1 або розширений aacPlus (HE-AAC v2), EVRC, SMV або VMR-WB | Поширений формат відео для мобільних телефонів |
| Material Exchange Format (MXF)                                                      | .mxf                          | MXF                                           | ?                                                                          | ? | |
| ROQ                                                                                 | .roq                          | ?                                             | ?                                                                          | ? | використовується Quake 3 |
| Nullsoft Streaming Video (NSV)                                                      | .nsv                          | NSV                                           | ?                                                                          | ? | Для потокового відеовмісту через Інтернет |
| Flash Video (FLV)                                                                   | .flv .f4v .f4p .f4a .f4b      | Аудіо, відео, текст, дані                     | Платформа Adobe Flash                                                      | SWF, F4V, формат базового мультимедійного файлу ISO                                                  | Розроблено платформою Adobe Flash |